# 齿尖蹄盖蕨
齿尖蹄盖蕨（学名：Athyrium dentilobum），为蹄盖蕨科蹄盖蕨属下的一个植物种。